# Recolamp
Recolamp este o asociație non-profit din România înființată în anul 2007 de către Philips România, Osram Romania, GE Hungary ZRT și Narva S.R.L. care, în conformitate cu legislația europeană și națională, au decis să se asocieze în vederea organizarii și finanțării activității de gestionare a deșeurilor din surse de lumină.
Recolamp este singura organizație specializată în gestionarea deșeurilor din surse de lumină, autorizată de Ministerul Mediului și Dezvoltării Durabile.
Recolamp a colectat 158 tone de deșeuri din surse de iluminat în 2008.
Recolamp are amplasate centre de colectare a deșeurilor provenite din surse de iluminat în peste 1.000 de zone (platforme industriale, fabrici, clădiri de birouri, ministere).
A înregistrat în anul 2008 venituri de 10 milioane lei (2,7 milioane euro) din timbrul verde - taxa asociată produselor de iluminat noi care se vând pe piață.
Valoarea unui timbru verde este de 0,9 lei.